# 杉山直宏
杉山 直宏（すぎやま なおひろ、1998年9月7日 - ）は、福岡県北九州市八幡西区出身のプロサッカー選手。Jリーグ・ジェフユナイテッド千葉所属。ポジションはミッドフィールダー。

## 来歴
中学時代はアビスパ福岡のアカデミーに所属していた。熊本県立大津高等学校では2年次に全国高等学校サッカー選手権大会に出場した。3年次にはキャプテンを務めた。高校卒業後は順天堂大学に進学。
2020年11月27日、2021年シーズンからのロアッソ熊本加入内定が発表された。2021年3月14日、J3第1節のFC今治戦でJリーグデビューを果たした。
2023年、ガンバ大阪へ完全移籍。2月18日、開幕戦の柏レイソル戦に先発出場し、J1デビューを飾った。
2024年、モンテディオ山形に期限付き移籍。同年7月、ジェフユナイテッド千葉に期限付き移籍。
2025年、千葉に完全移籍。

## 所属クラブ
- 折尾フットボールクラブ
- アビスパ福岡U-15
- 熊本県立大津高等学校
- 順天堂大学
- 2021年 - 2022年  ロアッソ熊本
- 2023年 - 2024年  ガンバ大阪
  - 2024年 - 同年7月  モンテディオ山形 (期限付き移籍)
  - 2024年7月 - 同年12月  ジェフユナイテッド千葉 (期限付き移籍)
- 2025年 -  ジェフユナイテッド千葉

## 個人成績
| 国内大会個人成績 | 国内大会個人成績 | 国内大会個人成績 | 国内大会個人成績 | 国内大会個人成績 | 国内大会個人成績 | 国内大会個人成績 | 国内大会個人成績 | 国内大会個人成績 | 国内大会個人成績 | 国内大会個人成績 | 国内大会個人成績 |
| 年度             | クラブ           | 背番号           | リーグ           | リーグ戦         | リーグ戦         | リーグ杯         | リーグ杯         | オープン杯       | オープン杯       | 期間通算         | 期間通算         |
| 年度             | クラブ           | 背番号           | リーグ           | 出場             | 得点             | 出場             | 得点             | 出場             | 得点             | 出場             | 得点             |
| 日本             | 日本             | 日本             | 日本             | リーグ戦         | リーグ戦         | リーグ杯         | リーグ杯         | 天皇杯           | 天皇杯           | 期間通算         | 期間通算         |
| ---------------- | ---------------- | ---------------- | ---------------- | ---------------- | ---------------- | ---------------- | ---------------- | ---------------- | ---------------- | ---------------- | ---------------- |
| 2021             | 熊本             | 18               | J3               | 28               | 5                | -                | -                | 2                | 0                | 30               | 5                |
| 2022             | 熊本             | 18               | J2               | 42               | 9                | -                | -                | 2                | 0                | 44               | 9                |
| 2023             | G大阪            | 28               | J1               | 8                | 0                | 5                | 2                | 1                | 0                | 14               | 2                |
| 2024             | 山形             | 37               | J2               | 14               | 1                | 1                | 0                | 2                | 0                | 17               | 1                |
| 2024             | 千葉             | 18               | J2               | 13               | 0                | -                | -                | -                | -                | 13               | 0                |
| 2025             | 千葉             | 18               | J2               |                  |                  |                  |                  |                  |                  |                  |                  |
| 通算             | 日本             | 日本             | J1               | 8                | 0                | 5                | 2                | 1                | 0                | 14               | 2                |
| 通算             | 日本             | 日本             | J2               | 69               | 10               | 1                | 0                | 4                | 0                | 69               | 10               |
| 通算             | 日本             | 日本             | J3               | 28               | 5                | -                | -                | 2                | 0                | 30               | 5                |
| 総通算           | 総通算           | 総通算           | 総通算           | 105              | 15               | 6                | 2                | 7                | 0                | 105              | 17               |

その他の公式戦
- 2022年 
  - J1参入プレーオフ 3試合1得点

出場歴
- Jリーグ初出場 - 2021年3月14日 J3第1節 vsFC今治（ありがとうサービス. 夢スタジアム）
- Jリーグ初得点 - 2021年5月16日 J3第8節 vsAC長野パルセイロ（えがお健康スタジアム）

## タイトル

### クラブ
大津高校
- 全国高等学校総合体育大会：2回（2014年、2015年）
- 高円宮杯 JFA U-18サッカープリンスリーグ九州：1回（2015年）
- 県下新人戦大会：1回（2014年）
- 1年生大会：1回（2014年）

順天堂大学
- アミノバイタルカップ：1回（2017年）

ロアッソ熊本
- J3リーグ：1回（2021年）